# Gerhard Heiberg
Jens Gerhard Heiberg  (* 20. April 1939 in Oslo) ist ein norwegischer Geschäftsmann und Sportfunktionär.

## Leben
Gerhard Heiberg besuchte die Copenhagen Business School in der dänischen Hauptstadt und erlangte dort 1963 den Master of Business Administration (MBA). Weitere Studiengänge führten ihn 1964 auch an die kalifornische San José State University. Für verschiedene norwegische Unternehmen war Heiberg als Manager und Direktor tätig.

## Sportadministration
Gerhard Heiberg war Vorsitzender des Organisationskomitees für die Olympischen Winterspiele 1994 in Lillehammer. Für seine Verdienste wurde er im gleichen Jahr mit dem Olympischen Orden in Gold ausgezeichnet. Seit 1994 ist er Mitglied des norwegischen NOKs.

## IOC-Mitgliedschaft
1994 wurde Gerhard Heiberg zum IOC-Mitglied gewählt. Seine Mitgliedschaft endete aus Altersgründen 2017. In diesem Jahr wurde er zum Ehrenmitglied. In seiner Zeit als Mitglied war er u. a. in den Kommissionen für TV-Rechte und neue Medien, für olympische Philatelie, Numismatik und Memorabilia, für das olympische Programm, für Marketing und für die Rechnungsprüfung tätig.
Als Vorsitzender der Evaluierungskommission für die Vergabe der Olympischen Winterspiele 2010 wurde ihm Parteinahme für die Bewerberstadt Vancouver vorgeworfen.